# Тиме, Карл Альфред
Карл Альфред Тиме (нем. Karl Alfred Thieme; 28 мая 1914, Бремерхафен — 6 июня 2004, Бремерхафен) — немецкий офицер, участник Второй мировой войны, подполковник, кавалер Рыцарского креста с Дубовыми листьями и Мечами.

## Начало военной карьеры
В 1936 году поступил добровольцем на военную службу, в пехотный полк. В 1939 году получил звание лейтенанта.

## Вторая мировая война
Участвовал в Польской кампании (сентябрь-октябрь 1939), во Французской кампании (май-июнь 1940), в захвате Югославии (апрель 1941), командиром пехотного взвода. Награждён Железными крестами обеих степеней. С июня 1941 — старший лейтенант, командир пехотной роты.
С 22 июня 1941 года — участвовал в германо-советской войне. В первую неделю войны — тяжело ранен.
Вернулся на Восточный фронт в июне 1942 года. С января 1943 — капитан, командир пехотного батальона. Бои в районе Харькова. В апреле 1943 — награждён Золотым немецким крестом. В июле 1943 — бои на южном фасе Курской дуги, затем на Украине. В октябре 1943 — награждён Рыцарским крестом. С ноября 1943 — майор. В апреле 1944 — вновь тяжело ранен.
С июня 1944 года — на Западном фронте (Франция). В октябре 1944 — награждён Дубовыми листьями к Рыцарскому кресту, назначен командиром гренадерского полка 11-й танковой дивизии. С января 1945 — подполковник. Бои на Рейне.
2 мая 1945 года — взят в американский плен. 9 мая 1945 — награждён Мечами (№ 156) к Рыцарскому кресту с Дубовыми листьями.

## Награды
- Железный крест, 1-го и 2-го класса
- Знак за ранение в золоте
- За танковую атаку (нагрудный знак) в бронзе
- Нагрудный знак «За ближний бой» в серебре
- Немецкий крест в золоте
- Рыцарский крест железного креста с Дубовыми Листьями и Мечами
  - Рыцарский крест (30 октября 1943)
  - Дубовые листья (№ 627) (23 октября 1944)
  - Мечи (№ 156) (9 мая 1945)